# Münster-oprøret
Münster-oprøret var de radikale anabatisters forsøg på at oprette et teokrati i den tyske by Münster. Byen var 1534-1535 et centrum for anabaptisterne, der regerede byen i 18 måneder – fra februar 1534, da anabaptisterne fik majoritet i byrådet  og Bernhard Knipperdolling blev indsat som borgester, til juni 1535, hvor byen faldt. Det var Melchior Hoffman, der begyndte med voksendåb i Strasbourg i 1530, og hans eskatologiske form for anabaptisme, som var med til at danne grundlag for hændelserne i Münster 1534-1535.

## Oprøret
Efter den tyske bondekrig (1524-1525) gjorde man et andet og mere ihærdigt forsøg på at etablere et teokrati i Münster i Westfalen. Her havde en gruppe opnået stor indflydelse med tilslutning fra den lutheranske præst Bernhard Rothmann og adskillige prominente borgere. De anabaptistiske anførere Jan Matthijs, en bager fra Haarlem, og Jan Bockelson van Leiden, skrædder fra Leiden, havde ingen besvær med at overtage byen. Matthijs, der var en af Melchior Hoffmans tilhængere, havde efter Hoffmans fængsling i Strasbourg fået mange tilhængere i Holland, deriblandt Bockelson. Bockelson og Gerard Boekbinder havde været i Münster og kom tilbage og fortalte, at Bernhard Rothmann prædikede doktriner, der mindede om deres egne. Matthijs sagde, at Münster var det "Ny Jerusalem", og 5. januar 1534 drog en gruppe af hans tilhængere ind i byen og introducerede voksendåb. Rothmann blev tilsyneladende gendøbt den dag, og snart var 1000 voksne døbt. Man gjorde ihærdige forberedelser til ikke blot at forsvare, hvad man havde opnået, men til at fortsætte fra Münster til hele verden. Byen blev belejret af den afsatte biskop Franz von Waldeck.
Matthijs havde profeteret, at påskesøndag 1534 var den dag, hvor Gud ville fælde sin dom over de syndige. I troen på at han var den genkomne Gideon fra Dommerbogen, gjorde Matthijs og blot 30 tilhængere et udfald. Han blev afskåret fra gruppen og dræbt, og hans afhuggede hoved blev sat på en stage, så hele byen kunne se det, og hans kønsdele blev naglet til byporten. Bockelson blev derefter indsat som konge af Münster.
Idet han påstod at være Kong Davids efterfølger, tiltog han sig uindskrænket magt i det nye "Zion". Han legitimerede sine handlinger med den bemyndigelse, han påstod at have fået gennem himmelske visioner. Han legaliserede polygami og tog sig 16 koner, hvoraf han egenhændigt halshuggede en af dem på byens markedsplads. Der blev også indført fælleseje. Efter at have gjort voldsom modstand blev byen indtaget af belejrerne 24. juni 1535, og i januar 1536 blev Bockelson og nogle af hans mere fremtrædende tilhængere henrettet efter at være blevet tortureret, Deres lig blev hejst op i bure over Sankt Lamberti Kirke i Münster.

## Efter oprøret
Münster-oprøret var et vendepunkt for den anabaptistiske bevægelse, og der opstod ikke siden nogen mulighed får at opnå politisk indflydelse, idet de civile myndigheder gjorde alt for at undertrykke bevægelsen og bevare magten. Det er svært at følge gruppens senere historie som religiøs bevægelse. Den kendsgerning, at selve betegnelsen "anabaptist" blev forbudt i hele Europa efter oprøret giver anledning til forvirring. Imidlertid fortsatte batenburgerne under ledelse af Jan van Batenburg den voldelige form for anabaptisme, som man havde set i Münster. Batenburgerne var polygame og mente, at magtanvendelse var berettiget mod alle, der ikke tilhørte deres sekt. Det er ikke overraskende, at de gik under jorden efter undertrykkelsen af Münster, og lod som om de var katolikker eller lutheranere.
For de, der var imod magtanvendelse, var det yderst vigtigt af skille sig ud fra Münster-oprørerne. Mange ikke-voldelige anabaptister sluttede sig til Menno Simons og brødrene Obbe og Dirk Philips, der var hollandske anabaptist-ledere, som ikke tilsluttede sig Münster-anabaptisternes doktriner. Denne gruppe blev senere kendt som mennonitter. De forkastede enhver form for vold og troede på kærlighed og barmhjertighed, også over for ens fjender, og de stræbte ikke efter nogen form for social eller politisk revolution.
I august 1536 mødtes lederne af de forskellige anabaptist-grupperinger, der var påvirket af Melchior Hoffman, i Bocholt i et sidste forsøg på at bevare enheden. Tilstede var bl.a. batenburgere, overlevende fra Münster, David Joris og hans tilhængere samt ikke-voldelige anabaptister. Stridspunkterne var hovedsageligt polygami og brugen af vold mod ikke-troende. Joris foreslog et kompromis ved at hævde, at tiden endnu ikke var inde til at bekæmpe myndighederne, og at det ville være uklogt at dræbe ikke-anabaptister, fordi man derved ville fremstå som gemene tyveknægte og mordere. Men man kunne ikke enes  og splittelsen inden for anabaptismen fortsatte indtil batenburgerne og david-joristerne i løbet af 1500-tallet døde ud.
At man følte sig nødsaget til at tage nye navne gør det nemt at miste overblikket over, hvem der egentlig hørte til Münster-anabaptisterne, og det har på den anden side også gjort, at mange er blevet klassificeret som tilhørende Münster-sekten uden egentlig at have haft noget med den at gøre. For eksempel er mennonitterne blevet identificeret med de tidlige anabaptister, fordi der blandt medlemmerne var mange fra de tidligere Münster-anabaptister [kilde mangler]. Men hvis en sekts kontinuitet skal bedømmes ud fra dens principper og ikke dens tilhængere, havde mennonitterne kun lidt at gøre med deres voldelige, polygame forgængere.